# Pseudogonia metallaria
Pseudogonia metallaria là một loài ruồi trong họ Tachinidae.